# 德蘇沙鰈
德蘇沙鰈為輻鰭魚綱鰈形目鰈亞目冠鰈科的其中一種，為熱帶海水魚，分布於西印度洋馬達加斯加外海海域，棲息深度310-350公尺，體長可達7.9公分，棲息在底層水域，生活習性不明。